# Francisco Martínez Cordero
Francisco Martínez Cordero (Ciudad Juárez, 20 giugno 1912 – El Paso, 1º dicembre 1993) è stato un cestista messicano.

## Carriera
Ha vinto la medaglia di bronzo con il Messico alle Olimpiadi di Berlino 1936, giocando sei partite.